# Iecavo
Lo iecavo è una delle varianti in cui si è modificato l'antico slavo. In particolare, differisce dall'ecavo per lo sviluppo del fonema "jat" (ě nell'alfabeto latino, ѣ nell'alfabeto cirillico): mentre in ecavo la forma derivante è "e" /e/, in iecavo diventa "je" /je/ (nel caso di ѣ/ě breve) o "ije" /ie, je/ (nel caso di ѣ/ě lunga).
Esempi:
- "dove": gde (ecavo) - gdje (iecavo);
- "uomo": čovek (ecavo) - čovjek (iecavo);
- "bello": lepo (ecavo) - lijepo (iecavo);
- "bambino": dete (ecavo) - dijete (iecavo);
- "peccato": greh (ecavo) - grijeh (iecavo);
- "peccatore": grešnik (ecavo) - grješnik (iecavo).

Sebbene non si possa attuare una rigida differenziazione, per via dei diversi dialetti, la differenza fra ecavo e iecavo è uno dei caratteri distintivi tra il serbo (ecavo) e il croato (iecavo).